# Schwalbennest (Krim)

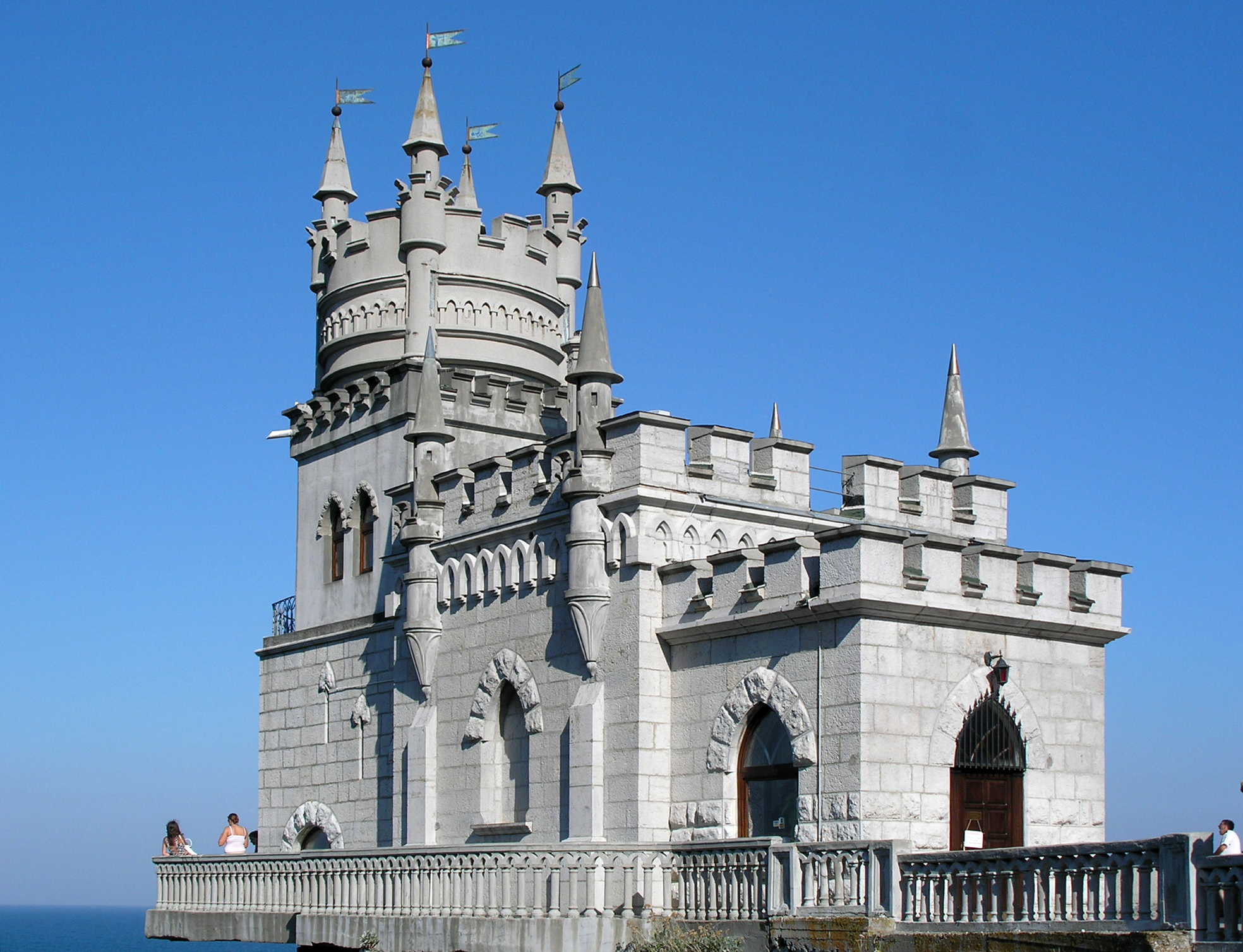
Das Schwalbennest

Das Schwalbennest (ukrainisch Ластівчине гніздо/Lastiwtschyne hnisdo, russisch Ласточкино гнездо/Lastotschkino gnesdo, krimtatarisch Qarılğaç yuvası) ist ein Schloss an der Südküste der Halbinsel Krim in der Nähe von Jalta. Es steht etwa 40 Meter über dem Meer auf einer Klippe, dem Ai-Todor-Kap. Das Schloss verbindet Elemente der historistischen Neogotik mit der orientalisierenden Architektur.

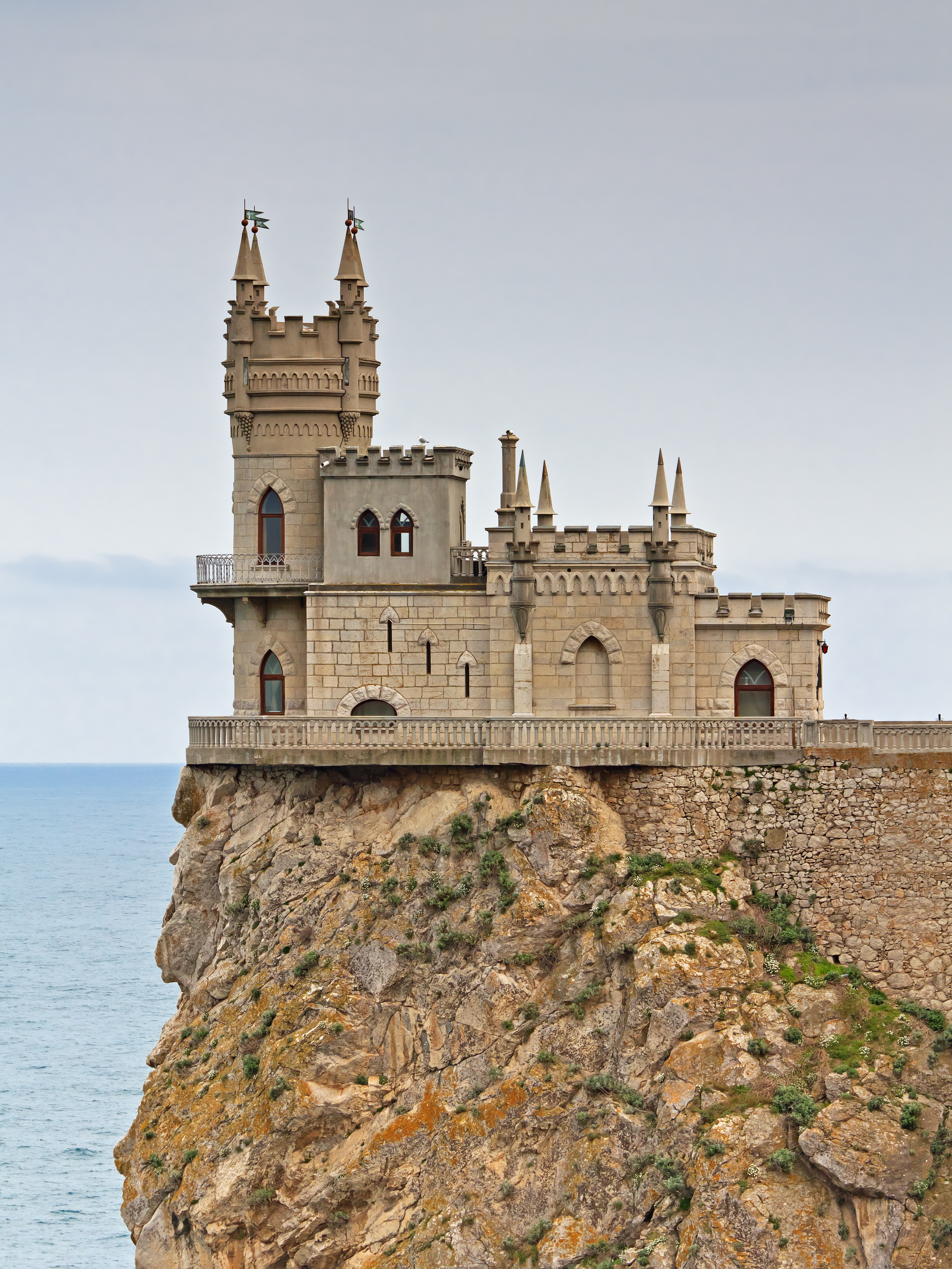
Ansicht von weitem

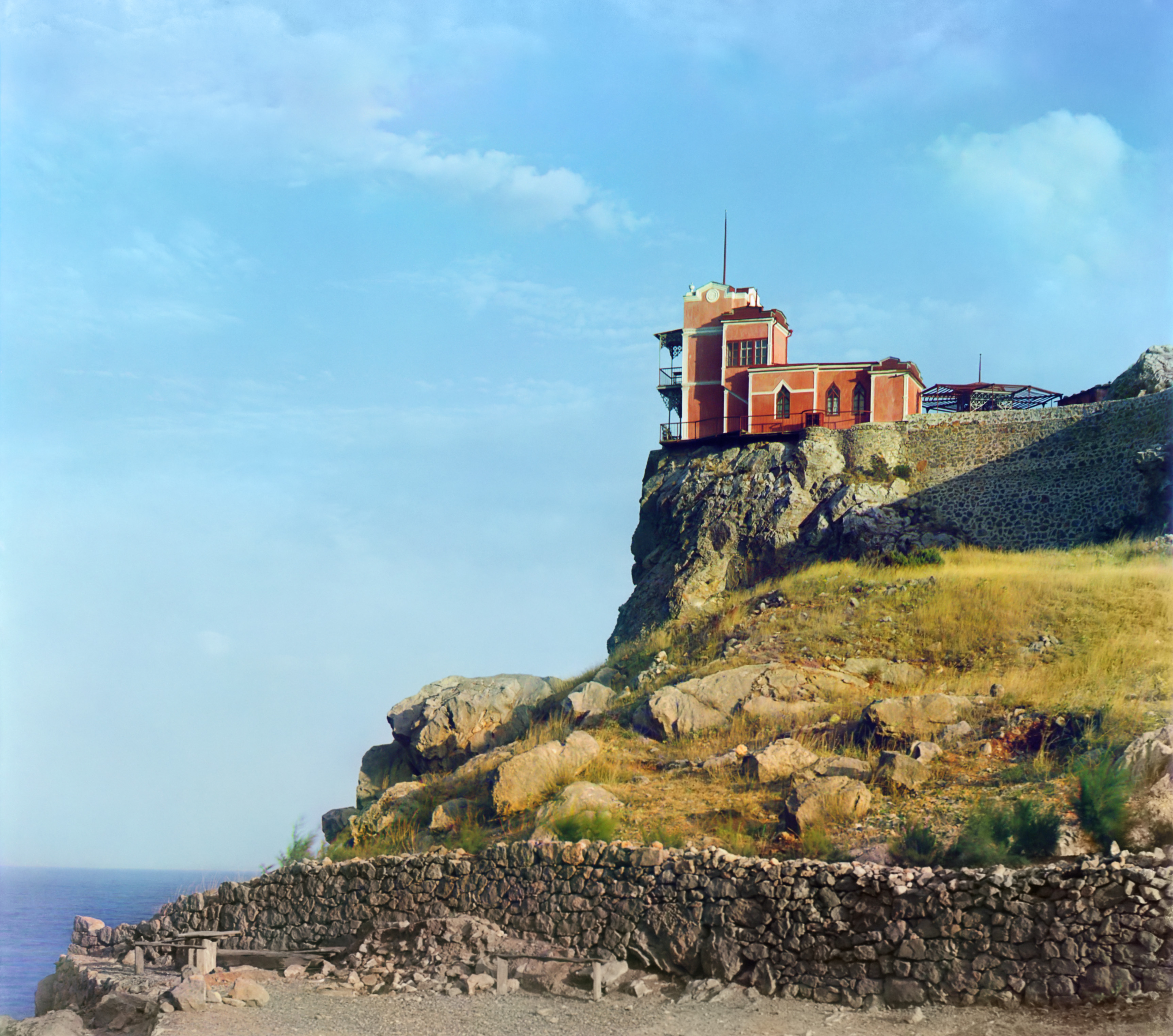
Das Schwalbennest im Jahre 1905

In der Antike war das Kap von Griechen bewohnt. Wie archäologische Grabungen bewiesen, siedelten im 1. Jahrhundert nach Christus die Römer hier. Sie errichteten eine Befestigungsanlage, die durch zwei Verteidigungslinien mit Türmen geschützt war. Etwa 700 Jahre später wurde von byzantinischen Mönchen auf dem mittleren Felsen ein kleines Kloster errichtet, von dem jedoch nichts mehr erhalten ist.
Nachdem die Krim von Russland 1783 erstmals annektiert worden war, ließ ein russischer General ein kleines Sommerhaus bauen. Als sich Jalta im 19. Jahrhundert zu einem beliebten Kurort entwickelte, erwarb eine Moskauer Dame das Anwesen. Sie ließ das Haus des Generals abreißen und baute das kleine Schloss auf den Felsen. 1911/12 wurde es für den baltendeutschen Baron von Steingel – einen damals in Baku ansässigen Öl-Millionär – zu dem heutigen Schloss umgebaut.
Bei dem heftigen Erdbeben von 1927 wurde das Gebäude stark beschädigt. Die Stützpfeiler der Terrasse und ein Teil der Felswand stürzten ins Meer. 1968 wurde mit der Restaurierung begonnen, wozu das Schloss vollständig abgetragen werden musste. Der Felsen wurde stabilisiert und gegen Erdbeben abgesichert. 1971 konnte das Schloss, ergänzt durch spitze Türme, wieder eröffnet werden. Von 1993 bis 2011 befand sich darin ein italienisches Restaurant (Nido di rondine). Mit dem Beschluss des Regionalparlaments der Autonomen Republik Krim im März 2011 wurde das Schwalbennest zum gemeinschaftlichen Eigentum der Krim erklärt. Per Gerichtsbeschluss wurde der Vertrag mit dem Restaurant auf Initiative des Ministerrates der Krim für beendet erklärt. Das Gebäude wird in der Zukunft eine ständige Ausstellung beinhalten. Darüber hinaus wird es als kultureller Veranstaltungsort genutzt.
Das Schwalbennest ist mittlerweile ein Wahrzeichen für den Großraum Jalta und die gesamte Halbinsel.